# One Piece Film: Red
One Piece Film: Red è un film giapponese diretto da Gorō Taniguchi e prodotto da Toei Animation nel 2022. 
Si tratta del quindicesimo lungometraggio cinematografico basato sulla serie anime e manga One Piece di Eiichirō Oda.
È stato annunciato per la prima volta il 21 novembre 2021, in commemorazione dell'uscita dell'episodio 1000 dell'anime di One Piece e dopo la trasmissione dell'episodio sono stati rilasciati un teaser trailer e un poster ed è stato annunciato che sarebbe stato incentrato su Shanks.La sua prima uscita mondiale è stata al Nippon Budokan, Tokyo il 22 luglio 2022, per la celebrazione del venticinquesimo anniversario del manga, e poi distribuito nelle sale il 6 agosto 2022 in Giappone.

## Trama
I pirati di Cappello di Paglia partono per l'isola di Elegia per assistere a un concerto di Uta, cantante di fama mondiale. Dopo che Uta ha eseguito la sua prima canzone, Rufy sale sul palco per riunirsi con lei, rivelando che i due si conoscono perché Uta risulta essere la figlia di Shanks. Si sono conosciuti quando Shanks ha attraccato nella città natale di Rufy 12 anni prima, ma un giorno è tornato senza di lei, sostenendo che se n'era andata per intraprendere la carriera di cantante.
Alcune ciurme di pirati tentano quindi di rapire Uta, ma lei li sottomette facilmente evocando tutto ciò che vuole attraverso il canto. In seguito, Uta dice a Rufy che dovrebbe smettere di essere un pirata, poiché farà durare questo concerto per sempre e creerà un mondo di felicità e pace. Quando i Pirati di Cappello di Paglia resistono all'idea, Uta li attacca e li intrappola tutti tranne Rufy, che viene salvato da Trafalgar Law e Bartolomeo. Nel frattempo, i Cinque Astri di Saggezza che governano il governo mondiale considerano il potere di Uta una grande minaccia per il mondo, e il grand'ammiraglio della Marina Sakazuki ordina a un convoglio di corazzate guidate dagli ammiragli Kizaru e Fujitora di andare su Elegia e sottometterla.
Il gruppo di Rufy è inseguito da Uta e dagli spettatori, e lì incontrano Gordon, ex re di Elegia che ha cresciuto Uta dopo che la suddetta ha lasciato i pirati di Shanks. Gordon rivela di aver cresciuto Uta per farla diventare una grande cantante e di averla tenuta al riparo dal mondo esterno, ma quando ha raggiunto la fama mondiale, ha iniziato a conoscere le sofferenze inflitte a un gran numero di suoi fan dai pirati e così ha deciso di mettere fine all'era dei pirati. Uta poi arriva e costringe il gruppo di Rufy a scappare, e Gordon la supplica di non portare a termine il suo piano per paura della sua incolumità. Tuttavia, Uta rivela di aver trovato l'iscrizione di una canzone chiamata Tot Musica che può scatenare un grande potere e immobilizza Gordon.
Il gruppo di Rufy incontra Kobi, Hermeppo e Blueno che operano sotto copertura per il Governo Mondiale. Kobi rivela che Uta ha il potere del frutto Canto Canto, che le permette di mandare le persone in un mondo da sogno noto come mondo Canto Canto cantando per loro. Tutti quelli che hanno assistito al concerto sono intrappolati in questo mondo, la cui realtà è completamente controllata da Uta. Il mondo Canto Canto cessa di esistere ogni volta che Uta si addormenta; tuttavia, Uta ha mangiato dei destofunghi, dei funghetti che la tengono perennemente sveglia accorciando però drasticamente la durata della sua vita. Se Uta morisse, tutti nel mondo Canto Canto rimarrebbero intrappolati lì per sempre. Nel mondo reale, la flotta della Marina arriva su Elegia e trova tutti gli spettatori che dormono. I Cinque Astri di Saggezza sanno che a Uta restano solo poche ore di vita e che, se dovesse morire, il 70% della popolazione mondiale rimarrebbe intrappolata nel mondo Canto Canto.
Il gruppo di Kobi aiuta i pirati a liberarsi e i Pirati di Cappello di Paglia si dirigono verso il castello per trovare una debolezza nel potere di Uta. In biblioteca, Robin scopre che esiste un modo per far convergere la realtà e il mondo Canto Canto evocando Tot Musica, un'entità demoniaca la cui esistenza abbraccia entrambi i mondi. Se Tot Musica venisse sconfitto contemporaneamente in entrambi i mondi, quelli nel mondo Canto Canto tornerebbero alla realtà. Uta riprende il suo concerto nel mondo Canto Canto, ma il suo pubblico inizia a resistere all'idea di vivere nel suo mondo per sempre. Rufy va ad affrontare Uta, e lei rivela che Shanks l'ha abbandonata su Elegia dopo averla presumibilmente distrutta e saccheggiata. Uta decide di uccidere Rufy nel mondo reale ma improvvisamente viene fermato da Shanks e dal suo equipaggio. Shanks cerca di aiutare Uta, ma Sakazuki ordina alla Marina, senza riguardo, di sparare su di lei e gli spettatori, i cui corpi addormentati attaccano la Marina, costringendo i Pirati di Shanks a mettersi sulla difensiva. 
Terrorizzata dal massacro dei suoi sudditi e scivolata nel delirio dai destofunghi, Uta evoca Tot Musica, attaccando poi Rufy nel mondo Canto Canto, ma il colpo viene intercettato da Gordon, che rivela che Tot Musica è stato in realtà colui che ha distrutto Elegia dopo l'accidentale evocazione da parte di Uta. Il demone, Impossessatosi della ragazza, la utilizzò come mezzo per distruggere Elegia. Il peggioramento della situazione venne evitato grazie all'intervento di Shanks, che riuscì a sconfiggere il demone e lasciò Uta su Elegia, in modo che potesse intraprendere la carriera di cantante e restare lontana dalla vita piratesca del padre adottivo.
Uta, sempre stata consapevole della verità, finisce consumata da Tot Musica, rimasto rinchiuso dentro di lei e causa principale degli eventi avvenuti finora, avendo manipolato le azioni della cantante. Dopo averla assorbita, il demone si muove per consumare entrambe le versioni di Elegia, sopraffacendo facilmente i pirati e la Marina. 
Tuttavia, Usopp riesce a stabilire un legame mentale con suo padre Yasopp tramite l'Ambizione della Percezione, e questo consente ai due di coordinare attacchi simultanei tra le forze di entrambi i mondi. Dopo una lunga e ardua battaglia, Rufy (risvegliando momentaneamente il Gear Fifth) e Shanks sferrano i colpi finali uccidendo Tot Musica, liberando Uta dal demone per sempre. Nonostante la sconfitta del mostro però, le persone intrappolate nel mondo Canto Canto non possono tornare indietro, in quanto la sconfitta ha richiesto troppo tempo. Shanks tenta di curare Uta con una medicina apposita per gli effetti dei destofunghi, che la ragazza rifiuta. Raccolte le ultime forze, canta un'ultima canzone che riporta tutti indietro. Al termine, la Marina si muove per catturarla, ma Shanks respinge tutti con la sua Ambizione del Re Conquistatore, riconciliandosi poi con Uta come padre e figlia.
Al termine del film, Rufy si sveglia sulla Thousand Sunny, l'equipaggio ha già lasciato Elegia. In lontananza, vede la Red Force di Shanks allontanarsi, con l'equipaggio in piedi davanti ad una bara, contenente presumibilmente il corpo di Uta.

## Distribuzione

### Date di uscita
Nel mondo il film è uscito:
- il 6 agosto 2022 in Giappone
- il 10 agosto 2022 in Francia
- il 19 agosto 2022 a Taiwan
- il 25 agosto 2022 a Hong Kong e nella Thailandia
- i 2-4-10 settembre 2022 a Singapore
- il 7 settembre 2022 in Belgio
- il 9 settembre 2022 nei Paesi Bassi
- il 17 e il 18 settembre 2022 nelle Filippine
- il 21 settembre 2022 in Indonesia
- il 22 settembre 2022 in Malaysia
- il 13 ottobre 2022 in Germania e in Austria
- il 3 novembre 2022 in Spagna, in Portogallo, negli Emirati Arabi Uniti, in Qatar, in Kuwait, in Australia e in Canada
- il 4 novembre 2022 negli Stati Uniti, Canada, Regno Unito e Irlanda
- il 1º dicembre 2022 in Italia
- l'8 dicembre 2022 a Cipro

### Edizione italiana
In Italia il film ha avuto diverse anteprime: è stato inizialmente presentato solo con i sottotitoli italiani al Lucca Comics & Games 2022, per poi venire proiettato in oltre 200 sale, sempre sottotitolato, il 7 e 8 novembre 2022. È stato poi mostrato, questa volta con doppiaggio italiano, a Roma, Milano, Brescia e Modena il 22 e 23 novembre, in presenza di alcuni dei doppiatori italiani dei protagonisti. È stato ufficialmente distribuito al cinema dal 1º dicembre 2022.
Il doppiaggio italiano è diretto da Renato Novara insieme a Massimo Di Benedetto presso la Molok Studios di Milano. I personaggi hanno generalmente gli stessi doppiatori della serie (con qualche eccezione), anche se Bartolomeo, Fujitora e Kizaru mantengono invece le voci del film precedente, diverse dalla serie animata. L'adattamento rimane fedele all'edizione italiana del manga con l'eccezione dei nomi dei personaggi, rimasti in lingua originale (usando per esempio Luffy anziché Rufy), tranne per i nomi degli ammiragli che sono stati tradotti in italiano come nel film precedente. Diversamente da One Piece Gold - Il film, qui le canzoni sono rimaste in lingua originale.

## Accoglienza
Il film ha guadagnato 246.5 milioni di dollari globalmente, rendendolo il quinto film giapponese per incassi nel mondo.